# Oligoplites refulgens
 Oligoplites refulgens és una espècie de peix de la família dels caràngids i de l'ordre dels perciformes.

## Morfologia
Els mascles poden assolir els 25 cm de longitud total.

## Distribució geogràfica
Es troba des de Mèxic fins a l'Equador. També a Paita (Perú).